# Scorpions
Scorpions és un grup de hard rock/heavy metal creat a Hannover (Alemanya) el 1965. Els components actuals són: Klaus Meine, Matthias Jabs, Rudolf Schenker, Mikkey Dee i Paweł Mąciwoda. Van gaudir de molta popularitat a la dècada dels 80 i 90, amb senzills com "Rock You Like a Hurricane", "Wind of Change", "Still Loving You" o "Holliday". La banda ha venut més de 75 milions d'àlbums arreu del món.

## Història

### Inicis
Creat el 1965 pel guitarrista Rudolf Schenker, encara que l'any oficial en què es va crear és el 1969 quan el germà petit d'en Rudolf, Michael Schenker, i Klaus Meine van entrar a la banda, llancen el seu primer enregistrament el 1972 anomenat Lonesome Crow.
A causa de la seva irresponsabilitat i del seu alcoholisme, Michel abandona el grup el 1973 i al seu lloc entra Uli Jon Roth, que tenia les mateixes influències d'Eric Clapton i Jimi Hendrix. Aquest guitarrista donaria a Scorpions, a la meitat de la dècada dels 70, el virtuosisme que va deixar pendent Michel. Aquell mateix any, entren a l'alineació Herman Rarebell a la bateria i Francis Buchholz en el baix, reemplaçant Jürguen Rosental, i Wolfang Dizioni respectivament. El so peculiar d'Uli Jon Roth va marcar el so del grup durant els següents anys, en els que van editar discs tan notables com In Trance, llançat el març de l'any 1975. Aquest disc és considerat el seu primer treball musical consagrat. Scorpions aconseguia que l'èxit els il·luminés. Fora de l'aspecte estrictament musical, In Trance, va estar marcat per la polèmica, ja que a la seva caràtula apareix una model despullada sobre d'una guitarra elèctrica mostrant un pit descobert. Es van fer llançaments posteriors que mostraven a la mateixa model, encara que aquesta vegada, el seu cos està tapat completament per ombres. Aquesta seria la primera de moltes altres caràtules que han estat estat censurades a Scorpions. El 1976 llançarien Virgin Killer, que la portada del qual va ser censurada a causa que en aquest apareixia una nena nua; la caràtula va ser substituïda per una on apareixien els membres de la banda.

### Maduresa i èxit comercial
Scorpions va fer nombroses gires a Europa, també van arribar al Japó el 1978, on van deixar registrat el directe Tokyo Tapes, últim disc que gravaria Uli Jon Roth en el grup, que ja començava a tenir diferències musicals respecte a la línia que prenien de cara al futur; finalment Uli, deixa el grup per formar el seu propi projecte, un projecte ple de psicodèlia, i d'atributs que no anaven en la mateixa direcció del que buscaven Rudolf i Klaus. Per la qual cosa Michel torna al grup. Tanmateix, amb les seves constants faltes als concerts, la banda va haver de contractar un guitarrista convidat per suplir les insolències de Michel a les gires, aquest guitarrista, que també té el seu lloc dins del Saló de la Fama del Rock and Roll als Estats Units, respon al nom de Matthias Jabs; el seu primer concert va tenir lloc en un gran festival a Cleveland, Ohio, Estats Units el 1979. Michel opta per deixar definitivament al seu germà, i formar la seva pròpia banda, pel qual encertadament Mathias presa el seu lloc fins a la data, el 1979.
El 1980, graven Animal Magnetism el primer disc de Scorpions amb en Mathias, en el que el jove de 23 anys, demostra el dinamisme que li van contagiar les seves influències en la guitarra com ho són Gary Moore, Eric Clapton, Ritchie Blackmore, i Jimmy Page. Aquest àlbum va ser llançat el 31 de març de l'any 1980; els premis que va merèixer guanyar en el seu moment, van ser lliurats alguns anys després, el 1984 va ser disc d'or i el 1991 disc de platí. Els temes més representatius són Twentieth Century Man, Falling in Love, The Zoo i Animal Magnetism. A més, aquesta és un dels primers enregistraments que es feien amb l'efecte de guitarra Woa Woa, o caixa de veu en la qual Jabs és tota una institució. L'èxit no trobat per Scorpions en els Estats Units a la dècada dels 70, va acabar amb l'enregistrament del disc BlackOut el 1982, on van vendre més de dos milions de còpies als Estats Units, a només dues setmanes d'haver-lo posat en venda. A l'esmentat material sobresurt el tema No One Like You. Durant l'enregistrament d'aquest àlbum el vocalista, Klaus Meine, va tenir problemes amb les seves cordes vocals que van arribar a tanta gravetat que va pensar a retirar-se de la banda. Després de dos cirurgies amb èxit i un treball vocal metòdic, Klaus reprèn novament el seu lideratge. L'any 1982 aquest treball musical es va transformar en disc d'or i l'any 1984 va ser disc de platí.
L'enlairament total d'aquesta banda teutona, va tenir lloc el 1984 amb el LP Love At The First Sting, on es troba l'èxit Rock You Like A Hurricane, que va ser posat més de 26 setmanes consecutives en la llista del top 100 de les revistes Billboard, i la Rolling Stone, dos dels mitjans de comunicació més poderosos en qüestió de música. El vídeo d'aquesta cançó va ser produït pel director d'imatge d'Iron Maiden, i va ser el número 1 del Top 10 de la cadena de televisió recent creada, MTV.
Un altre èxit sortit d'aquest material és Still Loving You, balada que va conquerir de ple a la joventut nord-americana de la passada dècada. Aquell mateix any, es produeix el festival Rock in Rio en el que van participar bandes de la talla de Kiss, Iron Maiden, Van Halen, AC/DC, i Scorpions entre altres més, presentant-se davant de més de 350 mil espectadors. Va ser tan gran el virtuosisme que es va viure en aquella primera edició, que les revistes i mitjans especialitzats de comunicació les van catalogar com les "Olimpiades del Rock" posant "votació" a cada un dels grups que van tocar aquell dia per atorgar-los la medalla d'or, plata i bronze respectivament als triomfadors. Kiss va obtenir la de bronze, AC/DC la de plata, i Scorpions la d'or.
El 1985, se suscita el més gran triomf musical de la banda gravant una extenuant gira realitzada per gairebé tot el món, la qual van titular World Wide Live (Per Tot el Món en Directe), material amb què es van col·locar per més de 52 setmanes en les llistes de popularitat de tot el món. Més tard, el 1988 editen Savage Amusement creant una batada vàlida amb la cançó The Rithym of Love amb el que es van col·locar als primers llocs altre cop. Dins de la gira de Savage Amusement visiten l'ex Unió Soviètica, sent el primer grup de rock que aconsegueix entrar a aquesta regió europea. D'aquesta gira per més de 8 ciutats de l'URSS, la banda edita un vídeo titulat To Russia With Love And Other Savage Amusements en el qual queda plasmada la història d'aquests concerts. Ja trencada la barrera de gel per Scorpions, el 1989, la banda convida a diversos grups per organitzar un festival per la pau a l'URSS; entre aquests Ozzy Osbourne, Bon Jovi, Skid Row, Mötley Crüe, Cinderella, entre altres més.

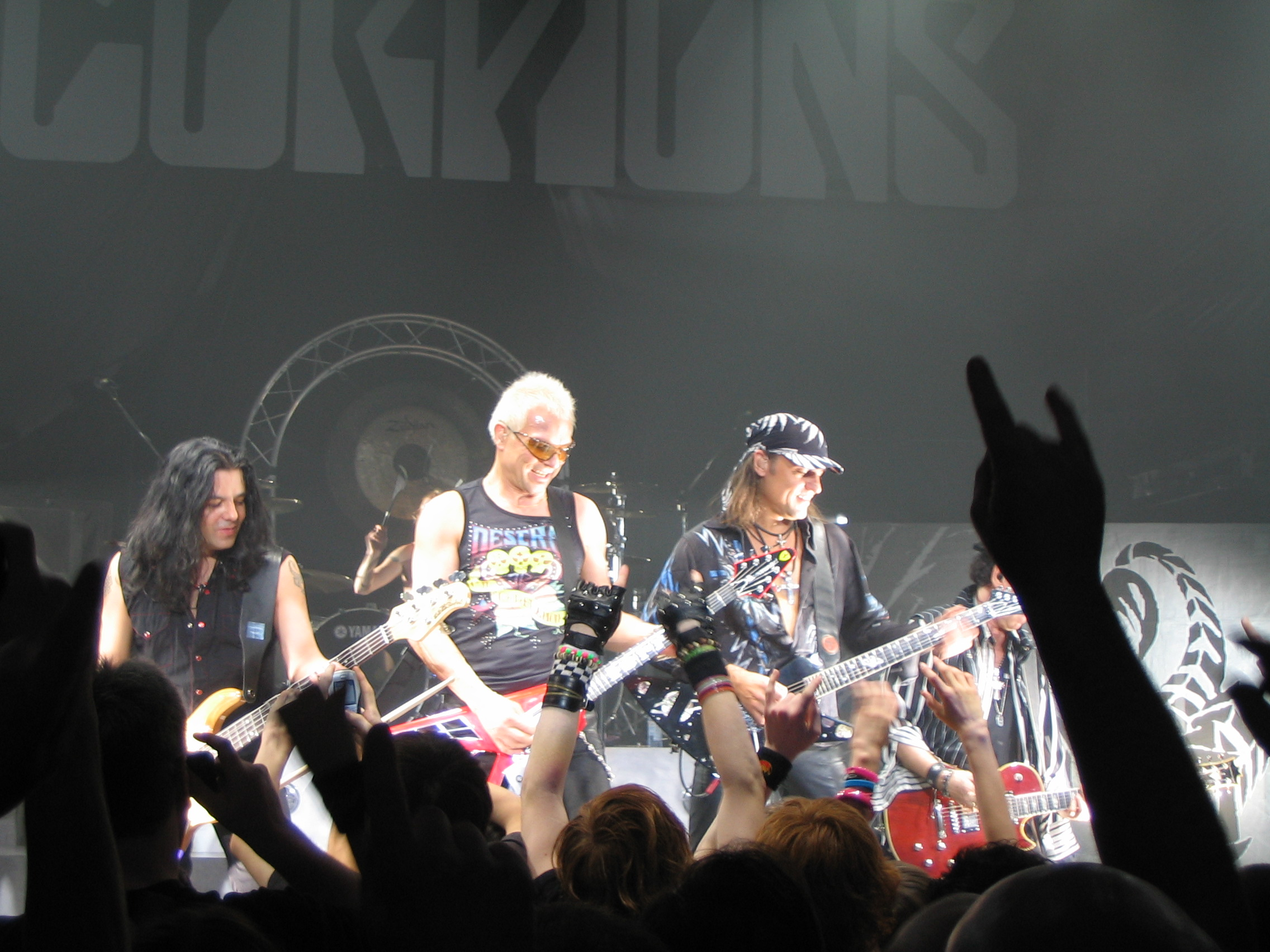
Scorpions al 2007.

A causa de la inspiració que va tenir Klaus durant la seva estada a la Unió Soviètica, escriu i compon la música d'un dels èxits més grans i reconeguts en la seva història personal, el títol d'aquesta obra que simbolitza el trencament de les cadenes i el Mur de Berlín a Alemanya, Winds Of Change, tema que fins a la data ha estat interpretat també pel tenor José Carreras a duet amb Klaus Meine, per l'Orquestra Simfònica de Londres i l'Orquestra Filharmònica de Berlín. Aquesta cançó ha estat inclosa al disc Crazy World, editat el 1990, en el qual demostren un Hard Rock encara dels 80, però amb matisos evolucionats i millorats. Altres cançons que ressalten a Crazy World són Send Me An Angel i Hit Between The Eyes cançó que va ser inclosa a la pel·lícula Free Jack del director Geoff Murphy, en la que actuen Mick Jagger, Emilio Esteves, Rene Russo i Anthony Hopkins. En aquest material discogràfic Francis Buchholz és acomiadat del grup i és reemplaçat per Ralph Rieckerman. Ralph havia treballat abans al terreny musical, component simfonies i temes per a bandes sonores de pel·lícules.
És el 1993, quan la banda llança Face The Heat, un dels discs més pesats de Scorpions, no només d'aquesta dècada, sinó de tota la seva història. D'aquest enregistrament sobresurten els èxits Under the Same Sun, el qual va servir de tema central de la pel·lícula Under the Siege, de Steven Seagal, i la cançó No Pain No Gain.
Acabant la gira Face The Heat Tour, i presentant-se davant de més d'un milió de persones al llarg de tota la gira, prenen una aturada; i graven el 1996 Pure Instinct el disc més suau de tota la seva carrera. El que queda molt clar en aquest enregistrament, és que la banda va entrar en una etapa d'experimentació que pel que sembla els va deixar molt bons resultats personalment, però no molt grats per als seus seguidors a tot el món, ja que no va ser ben rebut a causa del canvi musical i no va tenir tant èxit com els seus anteriors enregistraments. En aquesta etapa, el bateria Herman Rarebell, decideix abandonar el grup per qüestions personals, al seu lloc entra el jove bateria James Kottak qui es trobava tocant amb Krunk. En el catorzè LP anomenat Eye to Eye, la cançó To Be Number One va estar al primer lloc per més de 9 setmanes consecutives a Europa i Japó entre altres països.

### Renaixement
L'any 2000 graven juntament amb l'Orquestra Filharmònica de Berlín, el disc Moment Of Glory, amb el qual reprenen el seu estatus de llegendes, guanyant discs d'or i platí a Europa, sobretot a Espanya i Portugal. L'any 2001 seria el decisiu perquè la banda tragués el disc i DVD Unplugged anomenat Acoustica, en el qual es pot veure versions de The Zoo, Rythm of Love i Tease me Please Me entre d'altres. L'any 2002 el grup inicia una gira amb Deep Purple i Dio promocionant el disc Bad For Good: The Very Best Of Scorpions en el qual inclouen dos nous temes, Bad For Good i Cause I Love You. El 2003 inicien una nova gira amb Whitesnake i Dokken pels Estats Units i participen d'altres grans esdeveniments tocant en l'aniversari de Moscou. L'any 2004 surt en venda l'album anomenat Unbreakable; aquell mateix any Ralph Rieckermanen deixa el grup i és substituït per Paweł Mąciwoda.
Humanity Hour 1 surt a la venda l'any 2007; aquest disc està realitzat per la següent formació de la banda: Klaus Meine en veu, els guitarristes Matthias Jabs al Rudolf Schenker, Paweł Mąciwoda al baix i finalment pel bateria James Kottak. El tema més representatiu és Humanity.

### Sting in the Tail,Comeblacki gira (2010-2014)
El novembre de 2009, els Scorpions van anunciar que el seu 17è àlbum d'estudi, Sting in the Tail, seria llançat a principis de 2010, gravat a Hannover amb els productors suecs Mikael "Nord" Andersson i Martin Hansen. Va ser llançat el 23 de març de 2010.
El 24 de gener de 2010, la banda va anunciar les seves intencions inicials perquè Sting in the Tail fos el seu últim àlbum, i la gira que el recolzava la seva última gira, encara que més tard la banda va prendre la decisió de continuar gravant després del final de la gira. Dokken estava programat per obrir-los, però es va cancel·lar després d'una disputa.

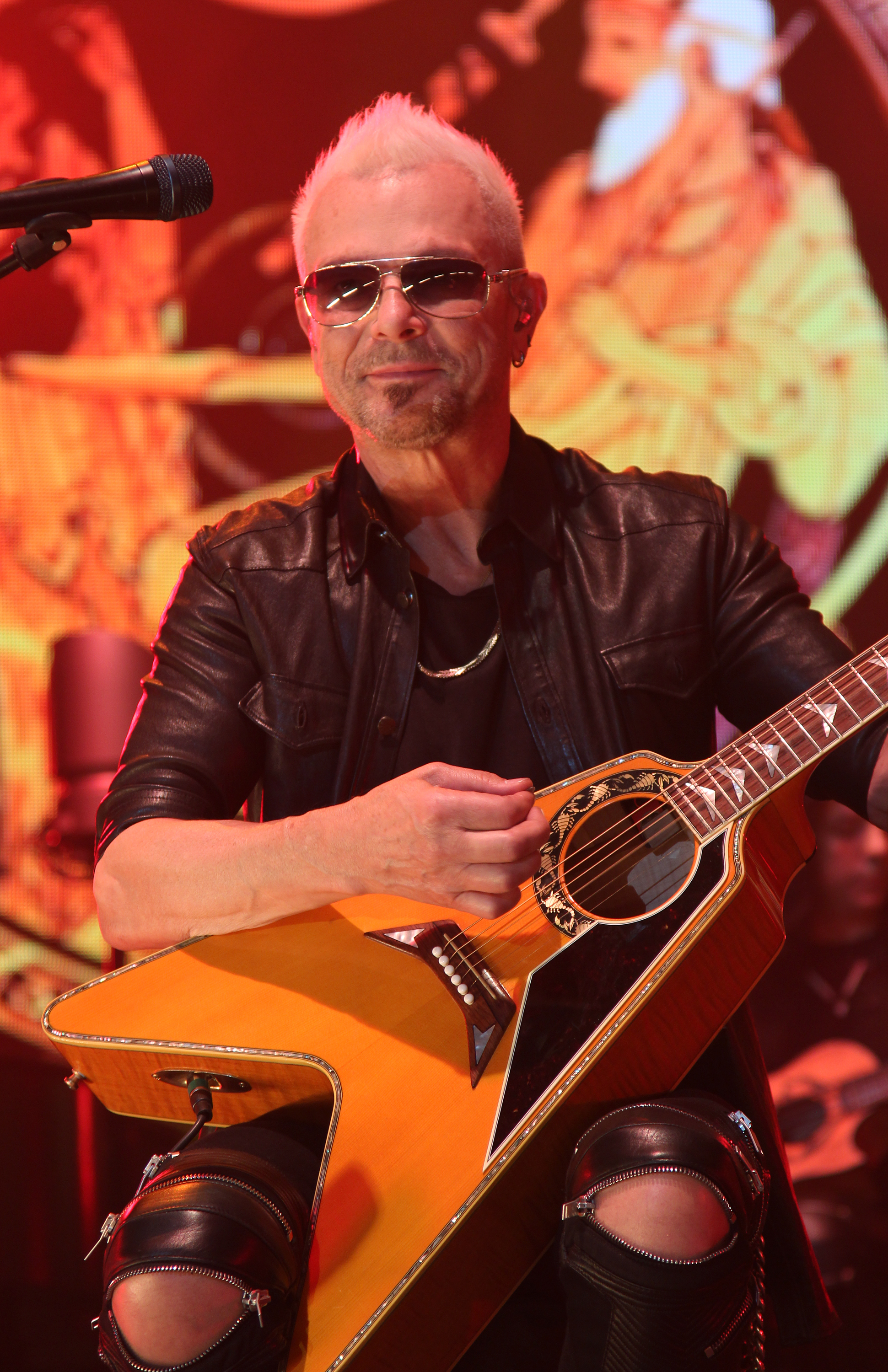
Rudolf Schenker - MTV Unplugged 2014

El 6 d'abril de 2010, van ser consagrats al Rock Walk de Hollywood en una cerimònia d'empremta de mans, amb els membres de la banda col·locant les seves mans en una llarga llosa de ciment humit al costat d'altres artistes musicals.
Un àlbum de re-enregistraments de cançons més antigues, Comeblack, va ser llançat el 7 de novembre de 2011.
A Meine se li va preguntar en una entrevista de juliol de 2011 sobre el futur dels Scorpions. Va respondre: "El nostre projecte més nou sortirà en els mesos vinents. Et dona l'oportunitat d'experimentar els Scorpions en 3D. Pots sentir la corda de fum de la guitarra com si fos un espectacle en directe. És una experiència increïble. El DVD inclou els nostres concerts en 3D a Alemanya. Estem a punt de fer la barreja i hauria de ser aviat a l'Orient Mitjà i l'Aràbia Saudita. De fet, la potent tecnologia 3D ens fa sentir com a pioners després de tots aquests anys (diu rient). Tenim un àlbum que sortirà a finals d'any amb clàssics. Coneixes el nostre amor per ells. Els anys 60 van ser l'època de la nostra inspiració. La nostra pel·lícula/documental també s'estrenarà aviat. Tenim càmeres amb nosaltres a les gires, així que aquest documental s'està fent durant les nostres gires. També us ofereix una imatge de la carrera i el viatge dels Scorpions."

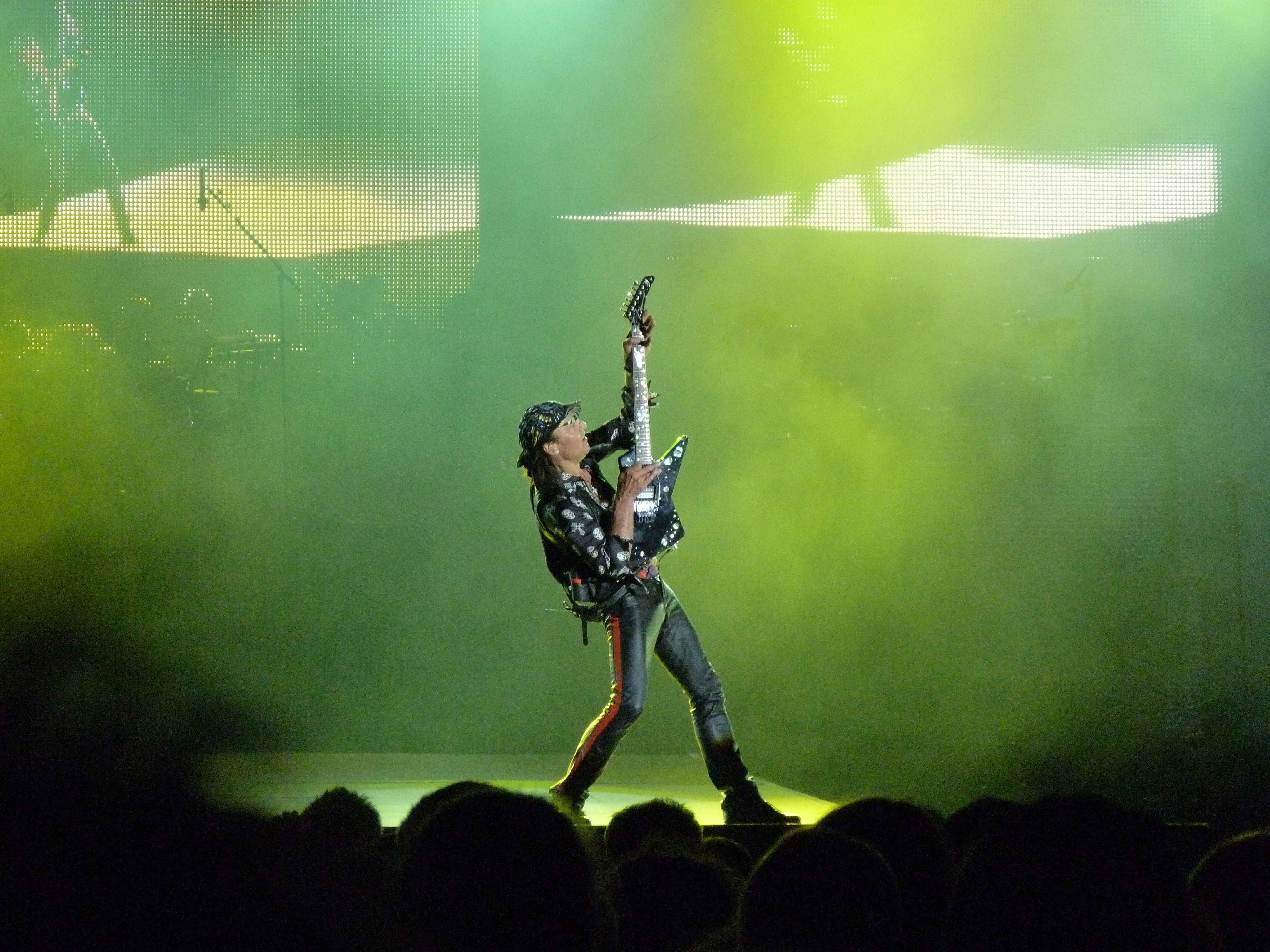
Matthias Jabs el 2014

Malgrat els plans inicials per a una ruptura o jubilació, el guitarrista Matthias Jabs va dir a AZ Central el 12 de juny de 2012 que els Scorpions no es separarien. Un mes més tard, Jabs va dir a la revista Billboard que la banda havia estat treballant en un àlbum que contindria cançons inèdites que van gravar per als àlbums Blackout, Love at First Sting, Savage Amusement i Crazy World i que tenia previst llançar-lo el 2014. A l'abril, els Scorpions van anunciar espectacles a Rússia i Belarús amb una orquestra l'octubre de 2013. Els dies 11, 12 i 14 de setembre de 2013, la banda va tocar tres concerts de MTV Unplugged al Lycabettus-Theater d'Atenes. El 6 de novembre de 2013, van anunciar quatre concerts més de MTV Unplugged a Alemanya 2014. El desembre de 2013, en una entrevista al programa de ràdio Rock Show a Grècia, Meine va dir que no estava segur de si l'àlbum amb cançons inèdites que van gravar per als àlbums Blackout, Love at First Sting, Savage Amusement i Crazy World seria llançat el 2014 o més tard.
El 2014, els Scorpions van ser nominats a dos premis Echo ("Euro Grammys") pel seu MTV Unplugged.
El 2013, la banda va llançar l'àlbum MTV Unplugged in Athens. L'àlbum comptava amb cançons clàssiques com Rock You Like a Hurricane i Big City Nights fetes en acústica, però també incloïa rares actuacions en directe de cançons com When The Smoke Is Going Down i Where the River Flows. El 16 d'agost de 2014, van anunciar un nou àlbum en obres, previst per al llançament en algun moment del 2015.

### 50è aniversari iReturn to Forever(2015-2017)
El 23 d'octubre de 2014, Meine va parlar amb el club de fans francès Crazyscorps de la banda i va anunciar que el nou disc es publicaria al febrer o març de 2015, coincidint amb el 50è aniversari de la banda. Contràriament al que va dir la banda el 2013, el nou disc presentava no només versions recentment gravades de cançons mai publicades, sinó també material nou, escrit entre 2011 i 2014. L'àlbum es va gravar a Suècia, amb els productors Martin Hansen i Mikael Nord Andersson. El bateria James Kottak, que va deixar la banda el maig de 2014 per a la rehabilitació, va tornar a tocar la bateria. El nou àlbum Return to Forever es va publicar el 20 de febrer de 2015.
El 29 d'agost de 2015, els Scorpions van anunciar les edicions de luxe del 50è aniversari dels seus àlbums Taken By Force, Tokyo Tapes, Lovedrive, Animal Magnetism, Blackout, Love at First Sting, World Wide Live i Savage Amusement que es van publicar el 6 de novembre de 2015. Aquests llançaments de luxe inclouen "dotzenes de cançons inèdites, versions alternatives de grans èxits, mescles aproximades i rars enregistraments de concerts en directe". El 28 d'abril de 2016, es va anunciar que el baterista de Motörhead, Mikkey Dee, substituiria James Kottak i tocaria la bateria en 12 dates de cap de cartell nord-americans, inclosa una sèrie d'espectacles al Hard Rock Hotel de Las Vegas anomenat " Scorpions Blacked Out in Las Vegas" amb Queensrÿche obrint els espectacles de Las Vegas, i dates a São Paulo. El 12 de setembre de 2016, Dee va ser anunciat oficialment com el nou bateria permanent de la banda.
El 18 de gener de 2017, els Scorpions van ser incorporats al Hall of Heavy Metal History per liderar l'atac de dues guitarres en heavy metal. Els beneficis de la cerimònia van beneficiar al Fons de Càncer Ronnie James Dio Stand Up and Shout.

### Rock Believer(2018-present)
En una entrevista de l'agost de 2018 a Digital Journal, el guitarrista de Scorpions Rudolf Schenker va declarar que la banda estava oberta a la idea de gravar un seguiment de Return to Forever. Va explicar: "Encara estem esperant un moment per inspirar-nos per fer un altre disc, com van fer Judas Priest i Metallica. Has d'esperar fins que sigui el moment adequat." Klaus Meine va insinuar el maig del 2019 que "podria sortir un nou àlbum el 2020".
El 28 d'abril de 2020, Scorpions va llançar (al seu canal de YouTube) una nova cançó (curt de 2 minuts i 16 segons) titulada "Sign of Hope", inspirada en la pandèmia de la COVID-19.
El 25 de juliol de 2020, Scorpions va entrar als Peppermint Park Studios a Hannover per reprendre el treball en el seu dinovè àlbum d'estudi. Les sessions inicials de l'àlbum, que suposadament havien de tenir lloc a Los Angeles, es van fer a distància, amb la participació del productor Greg Fidelman a través de Zoom; tanmateix, el bateria Mikkey Dee va confirmar en una entrevista de març de 2021 amb Robb Flynn de Machine Head que la banda havia d'abandonar els seus plans de treballar amb Fidelman, a causa de la pandèmia de COVID-19. El progrés de l'àlbum havia continuat sent lent a l'agost de 2021, quan Scorpions va publicar un vídeo a Facebook des de l'estudi on van assajar una nova cançó (possiblement titulada "Seventh Sun") per a una propera gira.
El 29 de setembre de 2021, Scorpions va anunciar Rock Believer com el títol del seu dinovè àlbum d'estudi i va establir l'11 de febrer de 2022 com a data de llançament; la banda més tard va retardar el llançament de l'àlbum a dues setmanes després de la seva data de llançament inicialment prevista. Donaran suport al disc amb una gira europea amb Mammoth WVH i una gira nord-americana amb Thundermother i Whitesnake, en el marc de la gira de comiat d'aquest últim.

## Estil i influències

### Estil del grup
En la seva joventut, Rudolf Schenker estava influït per grups com els Rolling Stones mentre que a Klaus Meine li agradava més els Beatles, més rock però menys agressius que els Rolling Stones i semblants. De les seves influències dels anys seixanta Schenker guardarà un cert estil característic a la guitarra, sobretot en el moment d'alguns solos que emprèn com a Still Loving You o Wind of Change (al contrari de Matthias Jabs que posseeix un estil fluid i ràpid característic dels anys 1980). Al pas dels anys van abandonar aquests estils per experimentar amb altres. El seu primer album, Lonesome Crow, és fortament tenyit del rock psicodèlic d'Alemanya (anomenat el Krautrock).
És amb el seu segon àlbum, Fly to the Rainbow, que Scorpions va començar a desenvolupar el so ja més hard rock pel qual ha estat conegut (sobretot sobre la cançó Speedy's Coming). Però és realment amb l'àlbum següent, In Trance, que el grup es deslliga definitivament arrels purament psicodèliques per clarament definir-se com a hard rock. La influència del productor Dieter Dierks, del qual és llavors la primera col·laboració amb Scorpions, és gran en aquest canvi cap a un estil musical diferent, més aprofundit i més personal. A aquesta època el so del grup és ja prou únic gràcies al joc de guitarra del virtuose Ulrich Roth, influït per Jimi Hendrix i el neoclassicisme que es pot trobar en Ritchie Blackmore de Deep Purple a aquesta època. Les seves influències són, tanmateix, recognoscibles: aquest estan grups com Led Zeppelin, Deep Purple, Blue Öyster Cult o Jimi Hendrix. Scorpions realitza en alguna mena una sintesi dels estils d'aquests grups posant al punt un hard rock poderós i melòdic, sovint tenyit d'influències de rock progressiu/psychédélique i caracteritzat per la veu delicada de Klaus Meine i els solos inspirats de Roth donats suport a riffs constants.

Després de la sortida de Roth el grup va emprendre un gir essencial per la seva carrera modernitzant en alguna mena el seu estil. Aquest gir s'observa a l'àlbum Lovedrive de 1979 i es deu a l'aportació decisiva del nou guitarrista del grup Matthias Jabs, més pròxim d'un estil a la Van Halen. És aquest so que, evolucionant i refinant-se, es trobarà al curs dels anys 1980, sinònims d'èxit internacional pel grup. L'àlbum Savage Diversion de 1988 veu una orientació més comercial, és a dir menys hard rock i més al gust del dia, d'aquest estil musical. Aquesta variació estilística menor no complau després al grup que, l'any següent, se separa del seu productor Dieter Dierks i entra en estudi per gravar Crazy World. En aquest àlbum aparegut l'any 1990, Scorpions torna al seu so clàssic, però es pot, tanmateix, destacar en les composicions una influència lleugera de l'estil dels Guns n'Roses - amb riffs de guitarra més crescuts sobretot, però globalment menys pesat que en els precedents Blackout o Love at First Sting. Després de Crazy World, últim gran èxit en data de Scorpions, el grup és víctima del declivi de la popularitat del hard rock i del heavy metal en benefici del grunge, cosa que va empènyer a canviar diverses vegades el seu gènere musical.
En els seus àlbums dels anys 1993 a 2001, Scorpions decideix experimentar sense gran èxit de nous estils cada cop més allunyats del hard rock per tornar amb metall Cara the Heat l'any 1993, electro-pop amb Eye II Eye l'any 1999, simfònic amb Moment of Glory l'any 2000, acústic amb Acoustica l'any 2001) abans de finalment tornar al seu el seu origen amb l'àlbum Unbreakable de 2004. Aquest retorn a les fonts molt de temps desitjat i esperat pels fans i els crítics conyinua a l'àlbum Humanity - Hour 1 l'any 2007 (àlbum que conté, tanmateix, algunes tecles modernes gènere new metal).

### Influència i posteritat
Scorpions ha considerat com un dels pioners del hard rock, l'instigador de la productiva escena hard rock alemanya i el millor grup de hard rock d'Europa continental (és el primer grup de hard rock no anglosaxó a obtenir un èxit internacional conseqüent, llaurant així la via als grups hard rock/metal de països com Alemanya, el Brasil, els països escandinaus...). Scorpions ha influït a nombrosos grups, permetent amb altres grups com Van Halen, Aerosmith i AC/DC, de definir el so del hard rock característic dels anys 1980. La seva música barrejant cançons amb riffs molt rics i poderosos i d'altres en arpegis de so cristal·lí aliats a la guitarra elèctrica, ha influït el so de grups i de guitarristes de hard rock i de metal com Metallica, Dokken, Def Leppard, Iron Maiden, Dio o encara Bon Jovi, Billy Corgan (dels Smashing Pumpkins) o Alex Skolnick (del grup Testament). La seva fórmula aliant hard rock i ballades serà reprès per nombrosos grups i ajudarà a definir el gènere i l'èxit de la power ballad en el rock. Lovedrive, Blackout i Love at First Sting estan entre els més grans àlbums de hard rock mentre que els albums live Tòquio Pegues i World Wide Live formen part dels millors live de hard rock.

Scorpions ha estat nomenat el 46è més gran grup de hard rock per VH1. La revista Rolling Stone ha qualificat Scorpions de heroi del heavy metal. El grup és el primer amb Queen a haver rebut un Echo award al millor grup de l'any, el 1992, mentre que el 2009 assoleix un segon Echo award, aquest cop pel conjunt de la seva carrera.

## Components

### Membres actuals
- Klaus Meine- cantant.
- Matthias Jabs- guitarra solista.
- Rudolf Schenker- guitarra rítmica.
- Paweł Mąciwoda- baix.
- James Kottak- bateria.

### Cronologia
1966-1972
- Klaus Meine (vocal)
- Rudolf Schenker (guitarra)
- Michael Schenker (guitarra)
- Lothar Heimberg (baix)
- Wolfgang Dziony (bateria)

1973-1977
- Klaus Meine (vocal)
- Rudolf Schenker (guitarra)
- Uli Jon Roth (guitarra)
- Francis Buchholz (baix)
- Jurgen Rosenthal (bateria)
- Rudy Lenners (bateria)

1978-1992
- Klaus Meine (vocal)
- Rudolf Schenker (guitarra)
- Francis Buchholz (baix)
- Herman Rarebell (bateria)
- Matthias Jabs (guitarra)

1993-2005
- Klaus Meine (vocal)
- Rudolf Schenker (guitarra)
- Matthias Jabs (guitarra)
- Ralph Rieckermann (baix)
- Herman Rarebell (bateria)
- Curt Cress (bateria)
- Ken Taylor (baix)
- James Kottak (bateria)
- Paweł Mąciwoda (baix)

## Discografia

### Àlbums
- Lonesome Crow (1972)
- Fly to the Rainbow (1974)
- In Trance (1975)
- Virgin Killer (1976)
- Taken by Force (1977)
- Tokyo Tapes (1978, en directe)
- Lovedrive (1979)
- Animal Magnetism (1980)
- Blackout (1982)
- Love at First Sting (1984)
- World Wide Live (1985, en directe)
- Savage Amusement (1988)
- Crazy World (1990)
- Face the Heat (1993)
- Live Bites (1995, en directe)
- Pure Instinct (1996)
- Eye II Eye (1999)
- Moment of Glory (amb filharmònica de Berlín, 2000)
- Acoustica (acústic, 2001)
- Unbreakable (2004)
- Humanity: Hour I (2007)
- Sting in the Tail (2010)
- Comeblack (2011)
- Return to Forever (2015)
- Rock Believer (2022)

### Recopilatòris
- The Best of the Scorpions (1978/1984)
- Rock Galaxy (1980)
- Hot & Heavy (1982)
- The Best of Scorpions Vol. 2 (1984)
- Still Loving You (1 EP: 1 Single) (1984)
- Gold Ballads (1985)
- Best of Rockers 'n' Ballads (1989)
- Hurricane Rock (Collection 1974-1988) (1990)
- Wind of Change (Japó) (1991)
- Hot & Slow: The Best of the Ballads (1991)
- Still Loving You (1992)
- Hot & Hard (1993)
- Selection (1993)
- Deadly Sting (1995)
- Born To Touch Your Feelings (1995)
- Deadly Sting: The Mercury Years (1997)
- Hot & Slow: Best Masters of the 70's (1998)
- Big City Nights (1998)
- Master Series (1998)
- Best (1999)
- The Millennium Collection (1999)
- Pictured Life: All The Best (2000)
- 20th Century Masters: The Millennium Collection: The Best of Scorpions (2001)
- Classic Bites (2002)
- Best of Rockers 'n' Ballads (2003)
- Bad for Good: The Very Best of Scorpions (2002)
- Box Of Scorpions (2004)
- The Platinum Collection (2005)
- Gold (2006)
- No. 1's (2006)

### Vídeos i DVDs
- First Sting (VHS, 1985)
- World Wide Live (VHS, 1985)
- To Russia With Love And Other Savage Amusements (VHS, 1988; DVD, 2003)
- Crazy World Tour Live (VHS, (1991; DVD, 2002)
- Moment of Glory (con la Berliner Philharmoniker) (DVD, 2001)
- Acoustica (DVD, 2001)
- A Savage Crazy World (DVD, 2002)
- Rock You Like A Hurricane (DVD, 2003)
- Unbreakable World Tour 2004: One Night in Vienna (DVD, 2005)
- Live At Wacken Open Air 2006 (DVD, 2008)